# Николаев, Николай Иванович (геолог)
Никола́й Ива́нович Никола́ев (1906—2002) — советский учёный-геолог, доктор геолого-минералогических наук (1945), профессор (1946), Заслуженный деятель науки РСФСР (1968), почётный академик РАЕН.

## Биография
Родился 5 (18) сентября 1906 года в Москве.
В 1922 году окончил Промышленно-экономический техникум.
В 1930 году окончил почвенно-геолого-географическое отделение физико-математического факультета Московского университета.
Кандидат геолого-минералогических наук с 1937 года (по совокупности научных работ без защиты диссертации), доктор геолого-минералогических наук с 1945 года («Основные проблемы региональной инженерной геологии и пример инженерно-геологического районирования Южного Заволжья»).
В начале Великой Отечественной войны был назначен главным геологом 4-го Управления военно-полевого строительства Западного фронта и 8-го Стройуправления НКВД; в конце 1941 года проводил инженерно-геологические изыскания под монтаж тяжелого оборудования танкового завода в городе Омск.
В 1951—1954 годах был заведующим кафедрой общей геологии Московского горного института.
Руководил Южно-Казахстанской экспедицией Московского геологоразведочного института в 1954—1957 годах, тектонодинамическими и сейсмотектоническими работами Московского университета в районах Токтогульской, Ингурской, Рогунской гидроэлектростанций в 1972—1978 годах, принимал участие в исследованиях и экспертизах проектов АЭС, ГЭС и крупнейших строек в СССР, Польше и Китае.
C 1964 года работал профессором кафедры общей геологии Московского геологоразведочного института (МГРИ). Организатор и заведующий лабораторией неотектоники и сейсмотектоники кафедры динамической геологии геологического факультета.
Опубликовал научные работы, посвященных неотектонике, сейсмотектонике, геоморфологии, геологии четвертичных отложений, инженерной геологии, стратиграфии, гидрогеологии, истории науки.
Его называют в числе основоположников неотектоники. Он автор концепции неотектонического этапа развития земной коры, выдвинутой в 1950 году. В 1959 году выходит в свет первая карта новейшей тектоники СССР масштаба 1:5 000 000, работа над которой велась под его руководством. В 1961—1973 годах был президентом Международной комиссии по неотектонике Международного союза по изучению четвертичного периода..
Выдвигался с члены-корреспонденты АН СССР по специальности «общая геология» Комиссией по изучению четвертичного периода, МГРИ и академиком В. А. Обручевым, но не избран.
Среди его учеников: П. Н. Николаев, А. А. Наймарк, А. В. Раукас, А. А. Рыжова, В. А. Селиванов и другие.
Жил в Москве на Садовнической улице, 11; в Карманицком переулке; на Васильевской улице, 2, корп. 6; на ул. Пырьева, 4, корп. 1.
Скончался в 9 мая 2002 года в Москве, похоронен на Ваганьковском кладбище.

## Награды
- Награждён орденами Трудового Красного Знамени (1953), Дружбы (КНР, 1958) и медалями, среди которых медаль Министерства геологии СССР «За заслуги в разведке недр» (1983), медали ВДНХ СССР (1973, 1986).
- Также награждён нагрудным знаком «За отличные успехи в работе Минвуза СССР» (1970) и почетными грамотами Президиума Верховного Совета РСФСР (1986) и Академии наук Эстонской ССР (1986).
- Лауреат Сталинской премии (1952), премии МК ВЛКСМ (1937), премии ЦК ВЛКСМ и Президиума АH СССР (1938), премии им. А. Д. Архангельского (АH СССР, 1946), премии МОИП (1966), премии им. М. В. Ломоносова I степени (МГУ, 1983).
- Удостоен звания Заслуженный деятель науки РСФСР (1968).